# Lovka
Lovka (en serbe cyrillique : Ловка; en albanais : Llofkë) est un village de l'est du Monténégro, dans la municipalité de Podgorica.

## Démographie

### Évolution historique de la population
| 1948 | 1953 | 1961 | 1971 | 1981 | 1991 | 2003 |
| ---- | ---- | ---- | ---- | ---- | ---- | ---- |
| 245  | 200  | 212  | 255  | 232  | 90   | 59   |